# Matteson, Wisconsin
Matteson là một thị trấn thuộc quận Waupaca, tiểu bang Wisconsin, Hoa Kỳ. Năm 2010, dân số của thị trấn này là 914 người.